# Michael Stich
Michael Stich (født 18. oktober 1968 i Pinneberg, Vesttyskland) er en tidligere tysk tennisspiller, der blev professionel i 1988, og indstillede karrieren i 1997. Han nåede igennem sin karriere at vinde 18 single- og 10 doubletitler, heriblandt en sejr i Wimbledon i 1991 Hans højeste placering på ATP's verdensrangliste var en 2. plads, som han opnåede i november 1993.

## Grand Slam
Stichs bedste Grand Slam-resultat i singlerækkerne var hans sejr i Wimbledon i 1991. Her besejrede han den tidligere tredobbelte vinder, landsmanden Boris Becker, i tre sæt. I semifinalen havde han besejret den regerende mester og verdensetter, svenske Stefan Edberg. Han nåede også frem til finaler i både US Open og French Open.

## OL
Stich deltog i OL 1992 i Barcelona, hvor han stillede op i single og var seedet som nummer otte, men tabte i anden runde til sin landsmand, Carl-Uwe Steeb. Desuden stillede han op i herredouble sammen med Boris Becker. De to spillede kun sjældent double sammen, men ved OL spillede de sig hele vejen til finalen, hvor de besejrede sydafrikanerne Wayne Ferreira og Pietie Norval med 7-6, 4-6, 7-6, 6-3 og blev dermed overraskende olympiske mestre.